# Fermentacija v predelavi hrane
Predelava hrane s fermentacijo pomeni načrtno uporabo mikroorganizmov – kvasovk ali bakterij – ki pod anaerobnimi pogoji izvajajo fermentacijo za pretvorbo ogljikovodikov v etanol ali organske kisline in ogljikov dioksid.
Vsi trije produkti fermentacije se uporabljajo v predelavi hrane. Alkohol je sestavina alkoholnih pijač – vina, ki nastaja s fermentacijo sadnih sokov, piva iz žit in žganih pijač iz sestavin, bogatih s škrobom, po dodatnem procesu destilacije. Ogljikov dioksid je pomemben pri vzhajanju testa, organske kisline pa so uporabne pri kisanju zelenjave in mlečnih izdelkov za izboljšanje okusa ter konzerviranje.
Človeštvo uporablja naravno fermentacijo pri predelavi hrane že od prazgodovine, sprva kot metodo za konzerviranje hrane, ki je omogočila uporabo živil tudi izven sezone. Uporaba se je razvila ločeno v številnih kulturah v vseh delih sveta, razvoj tehnologije je tesno povezan z razvojem lončarstva, ki je omogočilo shranjevanje.

## Zgledi
Med živili, ki nastajajo s fermentacijo, so:
- Svet alkoholne pijače (pivo, vino), kis, olive, jogurt, kruh, sir
- Azija
  - Vzhodna in jugovzhodna Azija: amazake, atčara, belacan, burong mangga, com ruou, doendžang, douči, ribja omaka, lah pet, lambanog, kimči, kombuča, leppet-so, narezuši, miso, nata de coco, nattō, ngapi, oncom, padaek, pla ra, prahok, ruou nep, sake, soju, sojina omaka, smrdeči tofu, tape, tempeh, zha cai
  - Srednja Azija: kumis, kefir, šubat
  - Južna Azija: ačar, apam, dosa, dhokla, idli, ngari, sinki, tongba, paneer
- Afrika: gari, indžera, laksooks, mageu, ogi, ogiri, ir
- Ameriki: čiča, čokolada, vanilja, pekoča omaka, tibicos, pulkue, muktuk, kiviak , parakari
- Srednji vzhod: torshi,  boza
- Evropa: kruh z drožmi, kombuča, vložena zelenjava, rakfisk, kislo zelje, surströmming, medica, salama, sudžuk, različni fermentirani mlečni izdelki (skuta, kefir, filmjölk, crème fraîche, smetana, skyr, rakı, tupí, żur).
- Oceanija: poi, kaanga pirau